# US-amerikanische Badmintonmeisterschaft 2018
Die US-amerikanische Badmintonmeisterschaft 2018 fand vom 13. bis zum 15. April 2018 im Harbour Pointe Badminton Club in Mukilteo, Washington, statt.

## Medaillengewinner
| Disziplin    | Gold                                  | Silber                        | Bronze                          |
| ------------ | ------------------------------------- | ----------------------------- | ------------------------------- |
| Herreneinzel | Dewantoro Pandu                       | Yoga Pratama                  | Lasitha Menaka                  |
| Dameneinzel  | Jamie Subandhi                        | Mónika Szőke                  | Kalea Sheung                    |
| Herrendoppel | Aries Delos Santos Gabriel Villanueva | Kyle Emerick Zhao Bo          | Abhishek Ahlawat Ankit Chhikara |
| Damendoppel  | Jing Yu Hong Jamie Subandhi           | Victoria Chen Adrienne Lin    | Sruthi Joshy Alyssa Yin         |
| Mixed        | Yoga Pratama Jamie Subandhi           | Abhishek Ahlawat Jing Yu Hong | David Shariff Adrienne Lin      |